# 大禮服 (大日本帝國)
大禮服（日语：／ Taireifuku）是日本帝國從明治時期至終戰為止使用的宮廷服（Court dress）。這種服裝在明治初期自歐洲引入，在憲法頒布後確定。

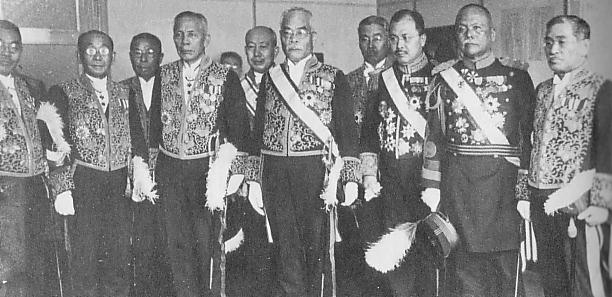
穿著大禮服的濱口内閣成員。内閣総理大臣濱口雄幸（中央）在內的多位部長穿著敕任官大禮服。宇垣一成陸軍大臣（右二）著大日本帝國陸軍軍服、外務大臣幣原喜重郎男爵（右三）著華族大禮服

大禮服分為文官大禮服、有爵者大禮服、宮內官制服、皇族大禮服、西洋式御服、王公族大禮服等多種服制。

## 相關法令
- 朝鮮貴族タル有爵者大礼服制（明治43年皇室令（日语：皇室令）第22号）
- 皇族服装令（明治44年皇室令第3号）
- 宮内官制服令（明治44年皇室令第4号）
- 非役有位大礼服ノ帽ニ関スル件（明治44年皇室令第5号）
- 外交官及領事官大礼服代用服制（明治41年勅令第15号）
- 南洋群島在勤文官礼服代用服制（大正15年勅令第311号）